# Ludovic Butelle
Ludovic Butelle (ur. 3 kwietnia 1983 roku w Reims) – francuski bramkarz, który od 2021 występuje w Red Star FC.

## Kariera klubowa
Butelle swoją karierę zaczynał w FC Metz, gdzie w sezonie 2001/2002 zaliczył 6 występów w Ligue 1. W kolejnych dwóch sezonach przebił się do pierwszego składu drużyny i wystąpił w odpowiednio: 20 i 27 spotkaniach, po czym w lipcu 2004 roku trafił do Valencii. Był tam jednak dopiero trzecim bramkarzem po Andrésie Palopie i Santiago Cañizaresie. Na początku 2005 roku został na sześć miesięcy wypożyczony do Herculesa Alicante. Gdy w lecie 2005 roku Palop trafił do Sevilli, Butelle stał się drugim bramkarzem Valencii, a w listopadzie 2006 roku przedłużył kontrakt do roku 2012.
W sezonie 2007/2008 został ponownie wypożyczony, tym razem do Realu Valladolid. W klubie tym o miejsce w składzie rywalizował z Sergio Asenjo oraz 38-letnim wówczas Alberto. Od 2008 roku grał w Lille OSC, gdzie wygrał rywalizację o miano pierwszego bramkarza z Mickaëlem Landreau. W kolejnym sezonie został wypożyczony do drużyny Nîmes Olympique. W latach 2011–2014 bronił barw AC Arles-Avignon. Latem 2014 przeszedł do Angers SCO, a na początku 2016 - do Club Brugge. W 2018 wrócił do Angers.
| Sezon   | Klub                   | Kraj      | Rozgrywki     | Mecze | Bramki | Rozgrywki Europy   | Mecze | Bramki |
| ------- | ---------------------- | --------- | ------------- | ----- | ------ | ------------------ | ----- | ------ |
| 2001/02 | FC Metz                | Francja   | Division 1    | 6     | 0      | -                  | -     | -      |
| 2002/03 | FC Metz                | Francja   | Ligue 2       | 20    | 0      | -                  | -     | -      |
| 2003/04 | FC Metz                | Francja   | Ligue 1       | 27    | 0      | -                  | -     | -      |
| 2004/05 | Hércules CF (wyp.)     | Hiszpania | Liga BBVA     | 0     | 0      | -                  | -     | -      |
| 2005/06 | Valencia CF            | Hiszpania | Liga BBVA     | 1     | 0      | -                  | -     | -      |
| 2006/07 | Valencia CF            | Hiszpania | Liga BBVA     | 8     | 0      | Liga Mistrzów UEFA | 1     | 0      |
| 2007/08 | Real Valladolid        | Hiszpania | Liga BBVA     | 8     | 0      | -                  | -     | -      |
| 2008/09 | Lille OSC (wyp.)       | Francja   | Ligue 1       | 4     | 0      | -                  | -     | -      |
| 2009/10 | Lille OSC              | Francja   | Ligue 1       | 10    | 0      | Liga Europy UEFA   | 7     | 0      |
| 2010/11 | Nîmes Olympique (wyp.) | Francja   | Ligue 2       | 37    | 0      | -                  | -     | -      |
| 2011/12 | AC Arles-Avignon       | Francja   | Ligue 2       | 35    | 0      | -                  | -     | -      |
| 2012/13 | AC Arles-Avignon       | Francja   | Ligue 2       | 16    | 0      | -                  | -     | -      |
| 2013/14 | AC Arles-Avignon       | Francja   | Ligue 2       | 37    | 0      | -                  | -     | -      |
| 2014/15 | Angers SCO             | Francja   | Ligue 2       | 34    | 0      | -                  | -     | -      |
| 2015/16 | Angers SCO             | Francja   | Ligue 1       | 19    | 0      | -                  | -     | -      |
| 2015/16 | Club Brugge            | Belgia    | Eerste klasse | 18    | 0      | -                  | -     | -      |
| 2016/17 | Club Brugge            | Belgia    | Eerste klasse | 36    | 0      | Liga Mistrzów UEFA | 6     | 0      |
| 2017/18 | Club Brugge            | Belgia    | Eerste klasse | 5     | 0      | Liga Mistrzów UEFA | 6     | 0      |
| 2017/18 | Angers SCO             | Francja   | Ligue 1       | 19    | 0      | -                  | -     | -      |
| 2018/19 | Angers SCO             | Francja   | Ligue 1       | 36    | 0      | -                  | -     | -      |
| 2019/20 | Angers SCO             | Francja   | Ligue 1       | 26    | 0      | -                  | -     | -      |
| 2020/21 | Angers SCO             | Francja   | Ligue 1       | 0     | 0      | -                  | -     | -      |

Stan na: koniec sezonu 2020/2021